# Biskupice (Biskupice-Pulkov)
Biskupice (německy Biskupitz) je východní část obce Biskupice-Pulkov v okrese Třebíč. Je zde evidováno 145 adres. Ve vesnici žije 214 obyvatel.
Biskupice leží v katastrálním území Biskupice u Hrotovic o rozloze 9,44 km2.

## Název
Název se vyvíjel od varianty Biscupici (1131), Biscupicz (1320), Biskupicze (1528), Biskupitz (1633, 1671, 1718, 1720, 1751) až k podobám Biskupitz a Biskupice v roce 1846. Název znamenal ves lidí poddaných biskupovi. Pojmenování je rodu ženského, čísla pomnožného, genitiv zní Biskupic.

## Historie

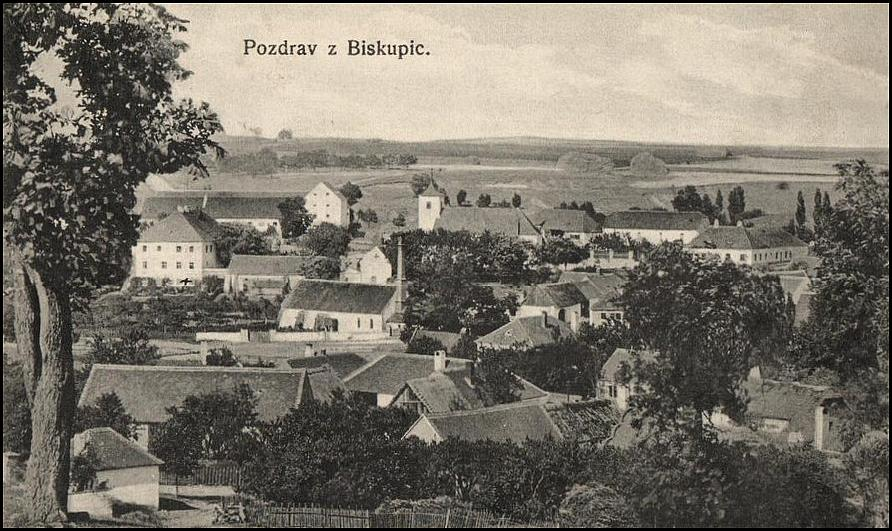
Pohled na Biskupice v roce 1916

První archeologické nálezy byly v Biskupicích učiněny již koncem 19. století a staly se součástí sbírek Karla Jaroslava Mašky a Jaroslava Palliardiho. K paleolitickým nálezům náleží několik nástrojů (úštěpy). Nalezeny byly též střepy kultury s lineární keramikou. Mezi nálezy jsou též nálezy ze starší doby bronzové a železné.
Název obce pochází od majitele, biskupa. Roku 1131 byly statkem znojemského kostela, pak lénem olomouckých biskupů, kteří je udělovali pánům do držení. V letech 1318–1326 se připomíná biskupský vazal Heřman. V roce 1351 byla majitelkou vesnice Markéta z Biskupic, roku 1364 Domslav z Biskupic, roku 1371 Markvart a roku 1399 Anna z Biskupic. V roce 1435 byl majitelem vesnice Hanuš z Biskupic. V roce 1463 byl majitelem vesnice Jan z Bačkovic a Police, roku 1494 pak Hynek z Bačkovic. Kolem 14. století byl postaven kostel svatého Martina. Na počátku 14. století byla ve vsi postavena tvrz na severním okraji obce na drobném návrší, tvrz pak v 15. století zřejmě zanikla, ale jako pustá se zmiňuje až kolem roku 1569.
Roku 1563 byly pak Biskupice v majetku Viléma Kuny z Kunštátu, ten zemřel bezdětný a tak byla vesnice přidělena Mikulášovi Waltrovi. Dne 20. ledna 1570 povýšil císař Maxmilián II. na žádost Mikuláše Waltra z Waltersperka ves Biskupice na městečko. Léno bylo roku 1623 konfiskováno Zikmundu Volfovi Jankovskému z Vlašimi. Po něm pak získal vesnici Šimon Kratzer ze Schönspurku, kardinál z Ditrichštejna však roku 1624 rozhodl, že vesnici předá Tobiáši Snessweinovi. Po jeho smrti se jeho manželka znovu vdala za Mikuláše Schrama, ten brzy zemřel a majetky už kolem roku 1630 získal Jan Widmer. V roce 1639 pak získali ves jeho potomci Ferdinand Widmer, Jan Widmer, Jiří Widmer, Uršula Widmerová, Kateřina Widmerová a Magdalena Widmerová. V 16. století byla v Biskupicích zřízena škola, ale již roku 1657 již byla školní budova zbořená a ve vsi nebyl učitel.
V roce 1658 pak Biskupice opět připadly do majetku biskupa Leopolda Viléma. V roce 1668 pak získal vesnici Karel Steindl z Plessenöd a v roce 1671 Tullius Miglio. Posléze získal vesnici Zdeněk Bohuslav Dubský, po něm pak jeho potomci. Ti prodali Biskupice až roku 1761 Adamovi Ignatovi Berchtoldovi a ten pak roku 1777 prodal vesnici Františkovi Pillersdorfovi. V roce 1794 byla zničena původní školní budova a postavena nová. Od roku 1829 patřil statek Daunům. V roce 1889 byl rekonstruován kostel. Posledním majitelem byl od roku 1904 Karel hrabě Haugvic a po něm Bohumír Rosenbaum, jemuž byl statek roku 1948 zkonfiskován.
V letech 1910–1950 působily v Biskupicích sestry rafaelky, které tu zřídily sirotčinec. V roce 1973 MNV schválil demolici zámku. V roce 2019 byly uzavřeny hospoda i obchod v obci.

## Pamětihodnosti
- Kostel svatého Martina
- Socha svatého Jana Nepomuckého na břehu řeky Rokytné
- dva náhrobky (jeden ve tvaru piniové šišky, druhý ve tvaru ženy)
- Výklenková kaplička – poklona

## Osobnosti
- Františka Blechová (1911–2001), sochařka a malířka